# Actinia infecunda
Actinia infecunda är en havsanemonart som beskrevs av McMurrich 1893. Actinia infecunda ingår i släktet Actinia och familjen Actiniidae. Inga underarter finns listade i Catalogue of Life.